# Atovaquone
L'atovaquone est une substance chimique de la classe des naphtalènes. L'atovaquone est un  hydroxy-1,4-naphthoquinone, un analogue de l'ubiquinone, qui, associé au proguanil, permet de lutter contre le paludisme.

## Utilisation
L'Atovaquone est un médicament antiparasitaire utilisé pour le traitement ou la prévention :
- de la pneumocystose à Pneumocystis ;
- de la toxoplasmose à Toxoplasma gondii ;
- du paludisme en association avec le proguanil sous l'appellation Malarone ;
- des babésioses.

### Paludisme
L'atovaquone et le proguanil combattent aussi bien les formes hépatiques que les formes sanguines de Plasmodium falciparum. Ce parasite peut développer une résistance au traitement mais les parasites résistants ne peuvent plus se développer chez le moustique Anopheles gambiae et donc être transmis d'un malade humain à un autre,.